# Norînsk, Ovruci
Norînsk (în ucraineană Норинськ) este localitatea de reședință a comunei Norînsk din raionul Ovruci, regiunea Jîtomîr, Ucraina.

## Demografie
Componența lingvistică a localității Norînsk
     Ucraineană (98,31%)
     Rusă (1,25%)
     Alte limbi (0,44%)
Conform recensământului din 2001, majoritatea populației localității Norînsk era vorbitoare de ucraineană (98,31%), existând în minoritate și vorbitori de rusă (1,25%).